# Osdorp
Osdorp es un barrio de la ciudad de Ámsterdam, dentro de la provincia de Holanda Septentrional. Tiene una superficie de 12,04 km² y una población de 32.310 personas (2011).
El barrio y distrito de Osdorp, y todo su núcleo urbano se centra en el barrio de Osdorpplein y en las calles cercanas. Además, en Osdorp se encuentra el centro comercial, con cerca de 150 tiendas. A medida que la ciudad de Nieuw-West fue creciendo, Osdorp, anteriormente un municipio, pasó a ser oficialmente un barrio de la ciudad, hasta que entró a formar parte de Ámsterdam fusionando los otros dos barrios de "Nieuw-West Midden" y "West Osdorp". Actualmente, el distrito de Osdorp es sede de la universidad de la ciudad.

## Barrios y vecindarios del distrito de Osdorp
- Nuevo Osdorp (Nieuwe Osdorp)
- Viejo Osdorp (Oud Osdorp)
- De Aker
- Middelveldsche Akerpolder
- Lutkemeer
- Ookmeer
- Sloten

## Parques
- Stadspark Osdorp
- Jardines del Schooltuin Osdorp
- Jan Van Zutphenplantsoen
- Louis de Visserplein
- Jardines del Johannesschool